# Ilek
Ilek (rusky Илек) je řeka v Aktobské a Západokazachstánské oblasti v Kazachstánu a v Orenburské oblasti v Rusku. Je levým přítokem Uralu (povodí Kaspického moře) Je 623 km dlouhá. Povodí má rozlohu 41 300 km².

## Průběh toku
Vzniká soutokem řek Karagandy a Žaryk, které pramení na západních svazích Mugodžar. Dolina řeky vede širokým úvalem, který oplývá množstvím jezer. Úval je pokrytý loukami, které jsou místy porostlé keři a listnatým lesem. Hlavní přítok je řeka Chobda zleva.

## Vodní režim
Zdroj vody je převážně sněhový. Průměrný roční průtok vody ve vzdálenosti 112 km od ústí u vesnice Čilik je 39,8 m³/s. V létě prudce klesá hladina řeky. Zamrzá ve druhé polovině listopadu a rozmrzá ve druhé polovině dubna.

## Využití
Na řece leží město Aktobe. V povodí jsou naleziště fosfátů.